# 42P/Néouïmine
Pour les articles homonymes, voir Comète Néouïmine.
42P/Néouïmine (42P/Neujmin), aussi nommée Néouïmine 3, est une comète périodique du système solaire, découverte le 2 août 1929 par Grigori Néouïmine à l'observatoire d'astrophysique de Crimée.
Les comètes 42P/Néouïmine et 53P/Van Biesbroeck seraient deux fragments d'un même corps parent, une comète qui se serait fragmentée autour du moment où elle est passée près de Jupiter en janvier 1850,.